# Marc Singer
Pour les articles homonymes, voir Singer.
Marc Singer est un acteur américano-canadien, né le 29 janvier 1948 à Vancouver (Colombie-Britannique).
Il se fait connaître grâce au rôle de Dar dans le film Dar l'Invincible (The Beastmaster) et de Mike Donovan dans la mini-série V (1983), ainsi que les suites V : La Bataille finale (V: The Final Battle, 1984) et V : La série (V: The Series, 1984-1985).

## Biographie

### Jeunesse
Marc Singer naît le 29 janvier 1948 à Vancouver, en Colombie-Britannique. Il grandit à Corpus Christi, au Texas. Son père, Jacques Singer, est chef d'orchestre et sa mère, Leslie Singer (née Wright), pianiste de concert. Il a deux frères, Claude et Gregory, et une sœur, Lori Singer, actrice, ainsi qu'un cousin, Bryan Singer, réalisateur.
Il assiste au cours d'art dramatique à l'université de Washington, à Seattle.

### Carrière
En 1972, Marc Singer commence sa carrière d'acteur dans une pièce de théâtre Cyrano de Bergerac (en) d'Edmond Rostand à l'American Conservatory Theater, transposée à la télévision. Il y joue Christian de Neuvillette, aux côtés de Peter Donat en rôle-titre et Marsha Mason en Roxane.
En 1973, il apparaît dans un épisode de Columbo, aux côtés de Peter Falk et Martin Landau. La même année, il travaille avec le réalisateur James Goldstone pour qui il joue dans les téléfilms Things in Their Season (1974) et Journey from Darkness (1975).
Il apparaît dans différentes séries telles que La Planète des singes (Planet of the Apes), Hawaï police d'État (Hawaii Five O), Barnaby Jones et The Rookies.
En 1977, il prête son apparence au joueur de football américain John Cappelletti dans le téléfilm biographique Something for Joey (en) de Lou Antonio, où il protège son petit frère atteint de leucémie.
En 1978, il endosse l'uniforme du capitaine Alfred Olivetti, aux côtés de Burt Lancaster, dans le film de guerre Le Merdier (Go Tell the Spartans) de Ted Post, dont l'histoire se situe au début de la guerre du Viêt Nam, alors que l'armée américaine n'y était pas encore massivement engagée.
En 1979, il joue Andy, fils du colonel Frederick Warner — interprété par Henry Fonda dans la mini-série  Racines (Roots: The Next Generation).
En 1982, il joue le rôle du chanteur Tom Sullivan dans le drame biographique If You Could See what I Hear d'Eric Till. La même année, il interprète Dar dans le film de heroic fantasy Dar l'Invincible (The Beastmaster) de Don Coscarelli, adapté du roman (The Beast Master, 1959) d'Andre Norton. Il se trouve au sommet de la gloire, et reprendra son personnage en 1991, dans Dar l'invincible 2 (Beastmaster 2: Through the Portal of Time) de Sylvio Tabet, et en 1996, dans le téléfilm Dar l'invincible 3: L’œil de Braxus (Beasmaster: The Eye of Braxus) de Gabrielle Beaumont.
En 1983, il est le reporter Mike Donovan, qui rentrera dans la résistance pour lutter contre l'invasion des extraterrestres que sont des reptiles humanoïdes, dans la mini-série de science-fiction V, aux côtés de Faye Grant et Jane Badler. Il y fait des cascades lui-même sans avoir « eu le temps d'aller se faire radiographier ». La série est suivie de la seconde mini-série V : La Bataille finale (V: The Final Battle) en 3 épisodes, en 1984, et de la série télévisée V : La série (V: The Series) en 19 épisodes, de 1984 à 1985.
En 1999, on le découvre dans le rôle de Chet dans le feuilleton Les Feux de l'amour (The Young and the Restless).
En 2001, il retrouve l'univers de l'heroic fantasy dans la série BeastMaster, le dernier des survivants (Beatmaster), dans le rôle de Dartanus.
Fin novembre 2010, on apprend qu'il interprète le rôle de Lars Tremont dans un épisode de la seconde saison  de la série remake V, diffusée sur ABC en 2011.
En décembre 2014, on annonce qu'il est engagé pour le rôle du général Matthew Shrieve dans la troisième saison de la série Arrow, dont les épisodes sont diffusés l'année suivante.

### Vie privée
En 1974, Marc Singer se marie à l'actrice Haunani Minn (arz), qu'il a rencontrée à l'université de Washington, à Seattle, et avec qui il a une fille, Phoebe Singer. Son épouse est morte le 23 novembre 2014.

## Filmographie

### Cinéma

#### Longs métrages
- 1978 : Le Merdier (Go Tell the Spartans) de Ted Post : le capitaine Alfred Olivetti
- 1982 : If You Could See what I Hear d'Eric Till : Tom Sullivan
- 1982 : Dar l'Invincible (The Beastmaster) de Don Coscarelli : Dar
- 1988 : Born to Race de James Fargo : Kenny Landruff
- 1990 : L'Étoffe des blaireaux (A Man Called Sarge) de Stuart Gillard : le major Klaus Von Kraut
- 1990 : Body Chemistry de Kristine Peterson : Tom Redding
- 1990 : In the Cold of the Night de Nico Mastorakis : Ken Strom
- 1990 : Dan Turner, Hollywood Detective de Christopher Lewis : Dan Turner (vidéo)
- 1990 : Watchers II de Thierry Notz : Paul Ferguson
- 1991 : Dead Space (en) de Fred Gallo : Krieger
- 1991 : Dar l'invincible 2 (Beastmaster 2: Through the Portal of Time) de Sylvio Tabet : Dar
- 1991 : Silhouette de la mort (Ultimate Desires) de Lloyd A. Simandl : Jonathan Sullivan
- 1992 : The Berlin Conspiracy de Terence H. Winkless : Harry Spangler
- 1993 : Sweet Justice d'Allen Plone : Steve Colton
- 1994 : Silk Degrees d'Armand Garabidian : Baker
- 1995 : Victim of Desire de Jim Wynorski : Peter Starky
- 1995 : Savate d'Isaac Florentine : Ziegfield Von Trotta (vidéo)
- 1995 : Droid Gunner de Fred Olen Ray : Jack Ford
- 1997 : Street Corner Justice de Charles Bail : Mike Justus
- 1997 : Lancelot : le Gardien du temps (Lancelot : Guardian of Time) de Rubiano Cruz : Lancelot du Lac
- 2001 : Disparition programmée (Determination of Death) de Michael Miller : Reese Williams
- 2001 : L.A.P.D. : Protéger et servir (L.A.P.D.: To Protect and to Serve) d'Ed Anders : Sam Steele
- 2002 : Angel Blade de David Heavener : Dr Martin Gites
- 2004 : Traque en haute montagne (Snowman's Pass) de Rex Piano : Curt Seaver
- 2008 : L'Œil du mal (Eagle Eye) de D.J. Caruso : le développeur en explosifs
- 2009 : Dragonquest de Mark Atkins : Maxim (vidéo)
- 2011 : Life at the Resort de Jeff Sable et Zander Villayne : Thomas Warfield
- 2012 : House Hunting d'Eric Hurt : Charlie Hays
- 2013 : The Last Letter de Paul D. Hannah : M. Haynes
- 2014 : The Palmer Supremacy de Billy Dickson : Roger Towne
- 2021 : The Undertaker's Wife de Chad Darnell : le shérif Johnson

### Télévision

#### Téléfilms
- 1974 : Things in Their Season de James Goldstone : Andy Gerlach
- 1975 : Journey from Darkness de James Goldstone : David Hartman
- 1976 : The Taming of the Shrew de William Ball et Kirk Browning : Petruchio
- 1977 : Something for Joey (en) de Lou Antonio : John Cappelletti
- 1977 : Never Con a Killer de Buzz Kulik : Tim Donahue
- 1978 : Sergeant Matlovich vs. the U.S. Air Force de Paul Leaf : Jason Cole
- 1979 : La Robe blanche de Pamela (The Two Worlds of Jennie Logan) de Frank De Felitta : David Reynolds
- 1981 : Réservé aux dames (For Ladies Only) de Mel Damski : Stan Novak
- 1982 : Des poupées de magazine (Paper Dolls) d'Edward Zwick : Wesley Miles
- 1984 : Sa vie d'homme (Her Life as a Man) de Robert Ellis Miller : Mark Rogers
- 1987 : Shades of Love: Indigo Autumn de Stuart Gillard : Bruce
- 1989 : High Desert Kill de Harry Falk : Brad Mueller
- 1991 : Le Masque de la vengeance (Deadly Game) de Thomas J. Wright : Jake Kellogg
- 1993 :  Le Loup de mer (The Sea Wolf) de Michael Anderson : Johnson
- 1996 : Dar l'invincible 3: L’œil de Braxus (Beasmaster: The Eye of Braxus) de Gabrielle Beaumont : Dar
- 2006 : En toute impunité (Lesser Evil) de Timothy Bond : Capitaine Varney
- 2010 : The Republic de Ken Penders : Frank Alden

#### Séries télévisées
- 1973 : Columbo : un jeune docteur (non crédité ; saison 2, épisode 8 : Double Choc (Double Shock))
- 1974 : Great Performances : Christian de Neuvillette (saison 2, épisode 10 : Cyrano de Bergerac)
- 1974 : La Planète des singes (Planet of the Apes) : Dalton (saison 1, épisode 2 : The Gladiators)
- 1974 : Nakia : Reed (saison 1, épisode 5 : No Place to Hide)
- 1974 : Hawaï police d'État (Hawaii Five O) : Randy (saison 7, épisode 5 : Bomb, Bomb, Who's Got the Bomb?)
- 1975 : Barnaby Jones : le père Tanner (saison 3, épisode 14 : Trap Play)
- 1975 : Hawaï police d'État (Hawaii Five O) : Jeff Heywood (saison 8, épisode 4 : Target? The Lady)
- 1975 : Barnaby Jones : Tally Morgan (saison 4, épisode 4 : The Price of Terror)
- 1976 : The Rookies : Blair Winfield (saison 4, épisode 23 : Journey to Oblivion)
- 1976 : Jigsaw John : Wade Bedell (4 épisodes)
- 1977 : The Feather and Father Gang : Tim Donahue (saison 1, épisode 6 : Never Con a Killer)
- 1977 : Harold Robbins' 79 Park Avenue : Ross Savitch (mini-série ; 2 épisodes)
- 1978 : What Really Happened to the Class of '65? (saison 1, épisode 10 : Class Underachiever)
- 1978 : Visions (saison 3, épisode 2 : Escape)
- 1979 : Racines (Roots: The Next Generation) : Andy Warner (mini-série ; 4 épisodes)
- 1980 : The Contender : Johnny Captor (mini-série ; 5 épisodes)
- 1982 : Chips : un spectateur (non crédité ; saison 6, épisode 6 : Something Special)
- 1983 : V : Mike Donovan (mini-série ; deux épisodes)
- 1984 : V : La Bataille finale (V: The Final Battle) : Mike Donovan (3 épisodes)
- 1984 : La croisière s'amuse (The Love Boat) : John Neary (2 épisodes)
- 1984-1985 : V : La série : Mike Donovan (19 épisodes)
- 1986 : Dallas : Matt Cantrell (12 épisodes)
- 1987 : Hôtel (Hotel) : le lieutenant Tom Hardison (saison 4, épisode 21 : Past Tense)
- 1988 : La Quatrième Dimension (The Twilight Zone) : Ed Hamler / Monty Hanks (saison 3, épisode 2 : Extra Innings)
- 1988 : Simon et Simon (Simon & Simon) : Ray McGuiness (saison 8, épisode 6 : Love Song of Abigail Marsh)
- 1989 : Arabesque (Murder She Wrote) : Rick Barton (saison 5, épisode 11 : The Search for Peter Kerry)
- 1989 : Le Voyageur (The Hitchhiker) : Robert Lewis (saison 5, épisode 8 : Code Liz)
- 1992 : Ray Bradbury présente (The Ray Bradbury Theater) : le commandant Trask (saison 6, épisode 6 : The Long Rain)
- 1992 : La Légende de Prince Vaillant (The Legend of Prince Valiant) (voix ; saison 2, épisode 1 : The Lost)
- 1992 : Batman : Dr Kirk Langstrom / Man-Bat (voix ; 3 épisodes)
- 1992 : Highlander : Caleb Cole (saison 1, épisode 7 : Mountain Men)
- 1993 : L'Étalon noir (The Adventures of Black Stallion) (saison 3, épisode 24 : Legends Never Die)
- 1994 : Les Anges de la ville (Sirens) : Bruce Waller (2 épisodes)
- 1998 : Chérie, j'ai rétréci les gosses (Honey, I Shrunk the Kids: The TV Show) : Bob (saison 2, épisode 3 : Honey, It's Doomsday)
- 1999 : Les Feux de l'amour (The Young and the Restless) : Chet (feuilleton ; 12 épisodes)
- 2001-2002 : BeastMaster, le dernier des survivants (Beatmaster) : Dartanus (6 épisodes)
- 2011 : Criminal Minds: Suspect Behavior : Kenneth Richards (saison 1, épisode 3 : See No Evil)
- 2011 : V : Lars Tremont (saison 2, épisode 10 : Mother's Day)
- 2015 : Arrow : le général Matthew Shrieve (5 épisodes)
- 2016 : Beauty and the Beast : Peter Braxton (5 épisodes)
- 2020 : AJ and the Queen : Bob (saison 1, épisode 3 : Columbus)

## Voix francophones
Version française
- Marc Alfos : Les Feux de l'amour
- Luc Bernard : Dar l’invincible 2 : La Porte du temps
- Guy Chapellier : Le Merdier
- Richard Darbois :
  - Dar l'Invincible
  - V
- Patrick Floersheim (*1944 - 2016) : Dar l'Invincible 3 : L'Œil de Braxus

Version québécoise